# Аксентьєва Зінаїда Миколаївна
Зінаї́да Микола́ївна Аксе́нтьєва (нар. 25 липня 1900, Одеса — 8 квітня 1969, Полтава) — український радянський геофізик. Доктор фізико-математичних наук, член-кореспондент АН УРСР, директор Полтавської гравіметричної обсерваторії АН УРСР. Депутат Верховної Ради УРСР 3-го і 4-го скликань.

## Біографія
Народилася 25 липня 1900 року в родині службовця в Одесі.
Трудову діяльність розпочала у 1919 році, поєднуючи навчання з роботою в Одеській астрономічній обсерваторії під керівництвом вченого-астронома О. Я. Орлова.
У 1924 році закінчила математичне відділення факультету професійної освіти Одеського інституту народної освіти і до 1925 року продовжувала працювати обчислювачем в астрономічній обсерваторії.
У 1926—1934 роках була обчислювачем-спостерігачем, астрономом-метеорологом, старшим науковим співробітником Полтавської гравіметричної обсерваторії.
У 1934—1939 роках працювала старшим науковим співробітником актинометричної і метеорологічної обсерваторії при Тімірязєвській сільськогосподарській академії та у Московському гідрометеорологічному інституті; завідувачем метеорологічної станції Московського гідрометеорологічного технікуму.
У 1939—1941 роках обіймала посади старшого наукового співробітника, завідувача відділу Полтавської гравіметричної обсерваторії. Під час нацистської навали разом з обсерваторію була евакуйована до міста Іркутська (РРФСР), де у 1941—1944 роках працювала заступником директора обсерваторії із наукових питань.
В 1943 році захистила дисертацію і здобула науковий ступінь кандидата фізико-математичних наук, а у 1947 році захистила дисертацію на здобуття наукового ступеня доктора фізико-математичних наук.
У 1944—1948 роках була науковим секретарем Полтавської гравіметричної обсерваторії, у 1948—1951 роках — заступником директора Полтавської гравіметричної обсерваторії із наукової частини (наукових питань).
У 1951 році обрана членом-кореспондентом Академії Наук УРСР.
Протягом 1951—1969 років обіймала посаду директора Полтавської гравіметричної обсерваторії АН УРСР. Обиралася депутатом Верховної Ради Української РСР.
Померла 8 квітня 1969 року в Полтаві через серцевий напад.

## Наукова діяльність
Спеціаліст в галузі припливних деформацій Землі і прикладної гравіметрії. Брала активну участь у гравіметричній зйомці території України, вивчала припливні явища озера Байкал, провела аналіз 11-річних спостережень над коливанням виска в Полтаві, що є цінним вкладом у вивчення пружних властивостей Землі. Під її керівництвом Полтавська гравіметрична обсерваторія стала одною з провідних наукових установ у СРСР з проблеми вивчення обертання Землі.

#### Праці
- Окончательные результаты определения волны М2 в колебаниях отвеса в Томске с 1912 по 1920 гг.// Труды Полтавской гравиметрической обсерватории. — 1951. — Т. 4. — С. 6
- О наклономерных работах в Полтаве с 1948 по 1952 гг.// Труды 3-ей Всесоюзной широтной конференции. — К., 1954. — С. 113—118.

## Нагороди і відзнаки
- Орден «Знак Пошани».
- Медаль «За трудову доблесть»
- Медаль «За доблесну працю у Великій Вітчизняній війні 1941—1945 рр.»
- Заслужений діяч науки УРСР (1960 р.)

## Вшанування пам'яті
- Ім'ям З. М. Аксентьєвої названо один із кратерів на Венері.

## Родина
- Чоловік: Орлов Олександр Якович (1880—1954) — астроном, дійсний член Академії Наук УРСР, член-кореспондент Академії Наук СРСР
- Брат: Аксентьєв Борис Миколайович (1894—1939) — ботанік, фізіолог рослин.
- Брат: Аксентьєв Георгій Миколайович (1907—1972) — географ, гідротехнік.